# Raperswilen
Raperswilen – miejscowość i gmina (Politische Gemeinde) w północno-wschodniej Szwajcarii, w kantonie Turgowia, w okręgu (Bezirk) Kreuzlingen. 

## Demografia
W Raperswilen mieszka 418 osób. W 2021 roku 11,5% populacji gminy stanowiły osoby urodzone poza Szwajcarią. 